# Stig Rästa
Stig Rästa (Tallin, 1980. február 24. –) észt zenész, énekes, dalszerző, gitáros, zenei producer. Ő és Elina Born képviselte Észtországot a 2015-ös Eurovíziós Dalfesztiválon, Bécsben a Goodbye to Yesterday című dallal, amellyel végül 7. helyezést értek el.